# ニュージーランドオウギハクジラ
ニュージーランドオウギハクジラ（新西蘭扇歯鯨、Mesoplodon hectori）はハクジラ亜目アカボウクジラ科オウギハクジラ属に属する小型の珍しいクジラである。

## 名称
種小名の「hectori」および英名「Hector's Beaked Whale」は、スコットランドの地質学者でありニュージーランドのウェリントンにあるニュージーランド国立博物館テ・パパ・トンガレワの創始者でもあるジェームズ・ヘクター卿（英語版）に由来しており、ヘクター卿はセッパリイルカの名称の由来にもなっている。

## 形態

ヒトとの大きさ比較

オウギハクジラ類としては典型的な体型であるが、オウギハクジラ属の中では小柄な種類である。雄の体長は少なくとも4メートルに達するが、雌の体長は不明である。生まれた直後の体長は2メートル以下であると考えられている。
雄の特徴である三角形の歯が下顎の先端に2本生えており、口を閉じている時でもそれらの歯が見える。
体色は全体的に灰色であり、背側は濃い灰色、腹側は明るい灰色である。上顎や眼の周囲は濃い灰色であるが、下顎は白に近い灰色である。

## 生態
幾つかの座礁例から南半球に棲息すると推定されるが、2002年の時点において、生きている個体の観察例は報告されていない。
生態は不明であるが、おそらくイカを食べるだろうと考えられている。

## 生息域
おそらくニュージーランドの周辺に多く棲息するだろうと考えられている。また、タスマニア、南アメリカ、フォークランド諸島、南アフリカにおいて座礁例が報告されている。
アメリカ合衆国のカリフォルニア州において、ニュージーランドオウギハクジラの座礁や目撃が報告されたことがあるが、全てペリンオウギハクジラの誤認であったことがわかっている。

## 保護
生息数は不明であり、IUCNのレッドリストにおいては「情報不足」に分類されている。
捕鯨の対象となったことはない。
また、漁具による混獲の犠牲になったという報告もない。